# Luxemburg a 2011-es úszó-világbajnokságon
Luxemburg a 2011-es úszó-világbajnokságon három úszóval vett részt.

## Úszás
Férfi
| Versenyző                | Esemény                       | Selejtező | Selejtező | Elődöntő          | Elődöntő          | Döntő             | Döntő             |
| Versenyző                | Esemény                       | Idő       | Helyezés  | Idő               | Helyezés          | Idő               | Helyezés          |
| ------------------------ | ----------------------------- | --------- | --------- | ----------------- | ----------------- | ----------------- | ----------------- |
| Jean-Francois Schneiders | Férfi 50 méteres hátúszás     | 26.70     | 26        | Nem jutott tovább | Nem jutott tovább | Nem jutott tovább | Nem jutott tovább |
| Jean-Francois Schneiders | Férfi 100 méteres hátúszás    | 57.03     | 42        | Nem jutott tovább | Nem jutott tovább | Nem jutott tovább | Nem jutott tovább |
| Jean-Francois Schneiders | Férfi 200 méteres hátúszás    | 2:03.68   | 28        | Nem jutott tovább | Nem jutott tovább | Nem jutott tovább | Nem jutott tovább |
| Laurent Carnol           | Férfi 50 méteres mellúszás    | 28.63     | 33        | Nem jutott tovább | Nem jutott tovább | Nem jutott tovább | Nem jutott tovább |
| Laurent Carnol           | Férfi 100 méteres mellúszás   | 1:01.57   | 30        | Nem jutott tovább | Nem jutott tovább | Nem jutott tovább | Nem jutott tovább |
| Laurent Carnol           | Férfi 200 méteres mellúszás   | 2:12.56   | 12 Q      | 2:12.23           | 15                | Nem jutott tovább | Nem jutott tovább |
| Raphael Stacchiotti      | Férfi 200 méteres vegyesúszás | 2:00.87   | 20        | Nem jutott tovább | Nem jutott tovább | Nem jutott tovább | Nem jutott tovább |
| Raphael Stacchiotti      | Férfi 400 méteres vegyesúszás | 4:20.64   | 20        |                   |                   | Nem jutott tovább | Nem jutott tovább |